# Dianthus juniperinus
Dianthus juniperinus är en nejlikväxtart. Dianthus juniperinus ingår i släktet nejlikor, och familjen nejlikväxter.

## Underarter
Arten delas in i följande underarter:
- D. j. aciphyllus
- D. j. bauhinorum
- D. j. heldreichii
- D. j. idaeus
- D. j. juniperinus
- D. j. kavusicus
- D. j. pulviniformis